# José Joaquín Moraga
José Joaquín de la Santísima Trinidad Moraga (Tumacacori-Carmen, Arizona, 22 de agosto de 1741 – São Francisco, Califórnia, 13 de julho de 1785) foi um dos primeiros exploradores da Alta Califórnia.

## Biografia
José Joaquín Moraga nasceu em 22 de agosto de 1745 na Missão de Los Santos Ángeles de Guevavi no Arizona, então parte do Vice-Reino da Nova Espanha. É atribuída a ele a construção do Presídio de São Francisco, depois que o local tinha sido escolhido por Juan Bautista de Anza em 1776. Moraga também é conhecido por ser o fundador de El Pueblo de San José de Guadalupe, mais tarde conhecido como São José, Califórnia.
Moraga fundou São José por ordem de Antonio María de Bucareli y Ursúa, vice-rei da Nova Espanha. A cidade foi dedicada a São José e foi fundada em 29 de novembro de 1777. Foi a primeira cidade da colônia espanhola de Nueva California, que mais tarde se tornou Alta California. A cidade era uma comunidade agrícola que deu apoio ao Presídio de São Francisco e ao Presídio de Monterey.
Moraga morreu em São Francisco em 1785 e seus restos mortais foram movidos para o Cemitério de Mission Dolores em 1791. José Joaquín Moraga deixou a esposa, María del Pilar de León y Barcelo e um filho, Gabriel Moraga.
A cidade de Moraga, na Califórnia, tem o nome de Joaquin Moraga, o neto de José Joaquín Moraga.